# Риндіно (Мещовський район)
Риндіно (рос. Рындино) — присілок в Мещовському районі Калузької області Російської Федерації.
Населення становить 20 осіб. Входить до складу муніципального утворення Село Серпейськ.

## Історія
Від 2004 року входить до складу муніципального утворення Село Серпейськ.

## Населення
| 2002 | 2010 |
| ---- | ---- |
| 29   | ↘20  |